# Angèle Delasalle

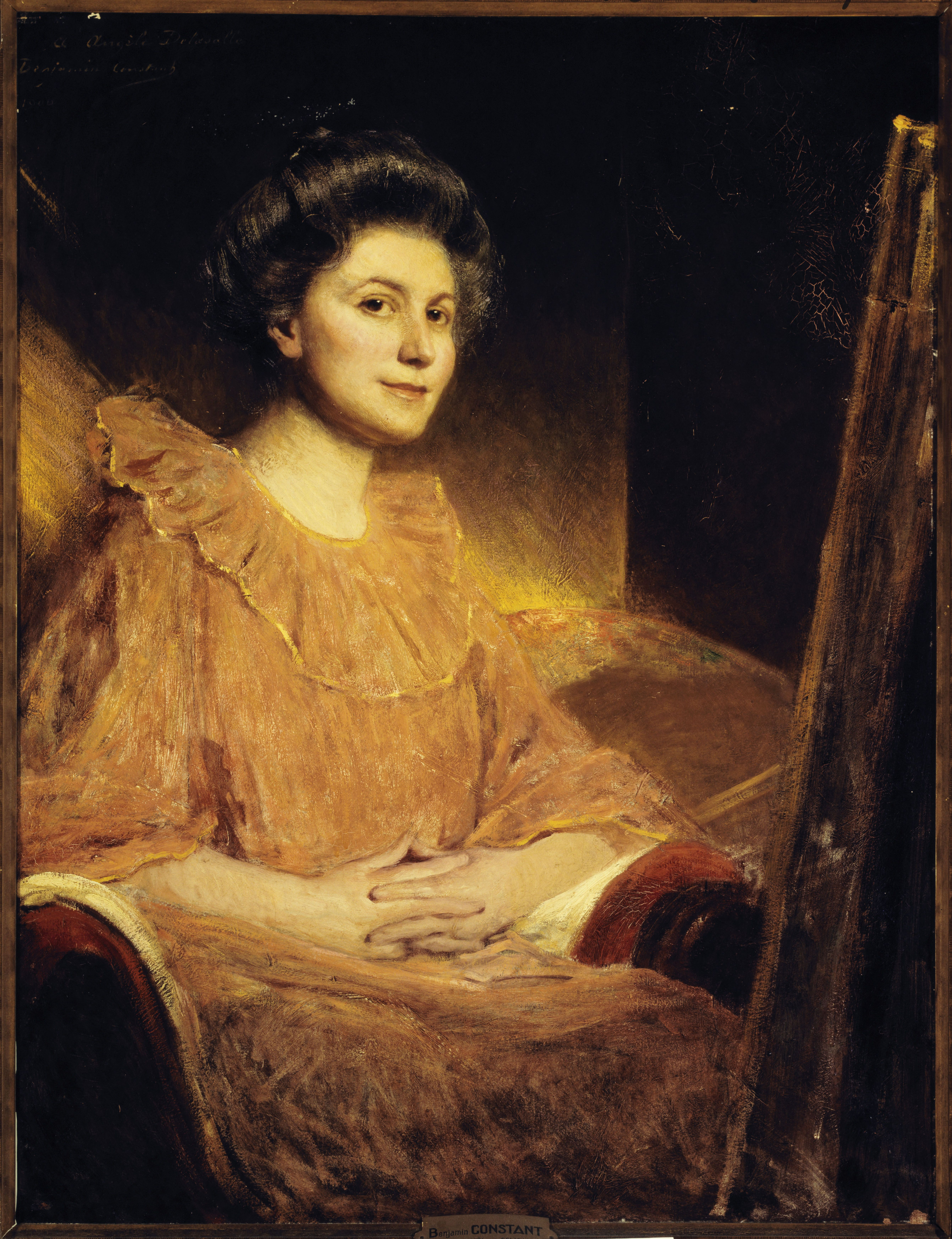
Angèle Delasalle um 1900, Porträt von Jean-Joseph Benjamin-Constant

Angèle Delasalle (geboren am 25. Februar 1867 in Paris; gestorben am 26. August 1939 in Saint-Martin-de-Ré) war eine französische Malerin und Radiererin.

## Leben
Delasalle besuchte zunächst die „Institution des Dames Augustines anglaises de Neuilly“. Sie studierte von 1880 bis 1890 an der Académie Julian und war eine Schülerin der Künstler Jean-Joseph Benjamin-Constant, Jean-Paul Laurens und Jules-Joseph Lefebvre. Im Jahr 1888 debütierte sie mit einem Damenporträt im Salon der Société des Artistes Français. In den 1890er Jahren begann sie sich mit der figürlichen Darstellung zu beschäftigen, hier insbesondere mit der weiblichen Aktmalerei. Sie erhielt 1899 ein Staatsstipendium für eine Italienreise. Neben Szenen aus der Arbeitswelt und Porträts von Malern wie Pierre Prins (1907) fertigte sie Landschaften wie die Ansichten aus dem Park von Greenwich oder Tierbilder. Um 1904 begann sie Radierungen anzufertigen. Ihre Werke waren in Ausstellungen in Paris, Lüttich und München zu sehen. Sie wohnte in der Rue Jean Baptiste Dumas Nr. 3 in Paris.
Delasalle war Mitglied der „Societé Internationale de Peinture et Sculpture“ und Gründungsmitglied der Société du Salon d’Automne. Sie erhielt mehrere Medaillen auf Ausstellungen, unter anderem 1897 für Heimkehr von der Jagd (Salon des Artistes français) und für eine prähistorische Malerei sowie im Jahr 1900 eine Silbermedaille bei der Weltausstellung. Das Reisestipendium wurde ihr vom „Conseil supérieur des Beaux-Arts“ verliehen.

## Werke (Auswahl)
Gemälde

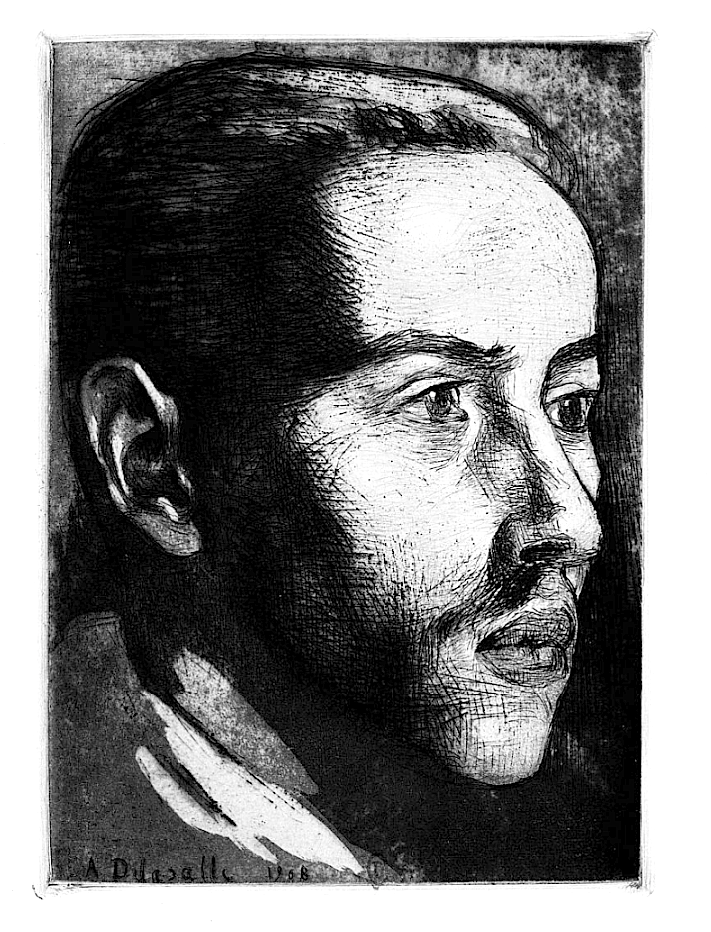
Porträt eines jungen Mannes (1908)

- 1895: Kain und die Töchter Henochs
- 1897: Ruhe der Diana
- 1898: Heimkehr von der Jagd (Rathaus zu Poitiers, ausgezeichnet mit einer Medaille) Ausgestellt im Pariser Salon 1898[7]
- 1899: Der Erdarbeiter (Petit Palais) und Ein Abend in Saint-Cloud (Galerie G. Petit in Paris)
- 1900: Die Schmiede[4] (Museum in Rouen)
- 1901: Die Pferdeschwemme am Pont Saint-Cloud (Museum in Nantes)
- 1901 und 1902: Porträts des Benjamin Constant (Musée du Luxembourg[8] und Kunsthalle Bremen[9])
- 1902: Der Dachdecker
- 1905: Porträt des Malers Jules Adler
- 1910: Frau bei der Toilette
- 1911: Badende Mädchen
- 1912: Der Herzog von Montpensier auf der Tigerjagd

Radierungen
- 1904: Die Schmiede
- 1909: Apsis von Saint-Germain-L’Auxerrois und liegender weiblicher Akt
- 1910: Allée de Meudon